# Scirtothrips longipennis
Scirtothrips longipennis är en insektsart som först beskrevs av Bagnall 1909.  Scirtothrips longipennis ingår i släktet Scirtothrips och familjen smaltripsar. Arten är reproducerande i Sverige. Inga underarter finns listade i Catalogue of Life.